# Wales (Wisconsin)
Wales – wieś w Stanach Zjednoczonych, w stanie Wisconsin, w hrabstwie Waukesha.